# شهرستان نیوتون (میسیسیپی)
شهرستان نیوتون، میسیسیپی (به انگلیسی: Newton County, Mississippi) یک سکونتگاه مسکونی در ایالات متحده آمریکا است که در ایالت میسیسیپی واقع شده‌است.